# Isabella Cortese

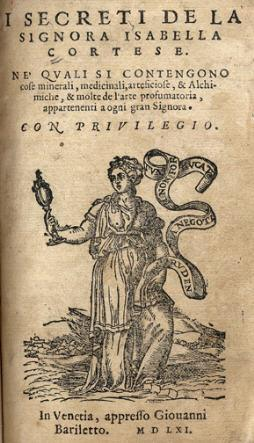
I secreti de la Signora Isabella Cortese, 1561

Isabella Cortese war eine italienische Alchemistin (Chemikerin) des 16. Jahrhunderts.

## Leben
Über die vorgebliche Autorin konnten keine Erwähnungen in Dokumenten gefunden werden. Sie erscheint lediglich als Autorin des Buches I secreta de la Signora Isabella Cortese von 1561, das mehrere Auflagen erlebte (11 Auflagen in Venedig bis 1677) und ins Deutsche übersetzt wurde. Das Buch gehört zu den frühesten Chemiebüchern von Frauen, von Maria der Jüdin abgesehen und noch vor Marie Meurdrac (1666) in Frankreich, von deren Buch 1682 im Venedig eine italienische Übersetzung erschien. Ähnlich wie in dem späteren Buch von Meurdrac finden sich neben chemischen Rezepten auch viele zu Heilmitteln und Kosmetika in der Tradition der Kochbuch-Literatur. Eine Anleitung zum Goldmachen findet sich ebenso wie solche für Zahnpflegemittel und Erektionsmittel. Sie hält nicht viel von alchemistischen Autoritäten (wie Geber, Arnaldus de Villanova, Ramon Llull), gibt an, selbst viel experimentiert zu haben und erst so zu wirklichen Erkenntnissen gelangt zu sein und weist die Leser an, über eigene Entdeckungen Stillschweigen zu bewahren, um aus ihnen Profit zu schlagen.
Da man keine dokumentarischen Hinweise auf die Autorin fand, wurde vermutet, dass der Name der Autorin ein Pseudonym sei und der Autor in Wirklichkeit Timotheo Rossello gewesen sei, der das Buch Della summa de’secreti uniuersali in ogni materia parte prima di Don Timotheo Rossello im gleichen Verlag 1559 und 1561 veröffentlichte. Beide Bücher sind Marino Caboga gewidmet, Erzdiakon von Ragusa.

## Schriften
- I secreti de la Signora Isabella Cortese, ne’qvali si contengono cose minerali, medicinali, arteficiose, & alchimiche, & molte de l’arte profumatoria, appartenenti a ogni gran signora : con altri bellissimi secreti aggiunti. Giovanni Bariletto, Venedig 1561, 1565, Archive.
  - Deutsche Übersetzung: Verborgene heimliche Kunste und Wunderwerke in der Alchymie, Medicin und Chyrurgia. Hamburg 1592, 1596 und Frankfurt 1596